# Cartellisme modernista català

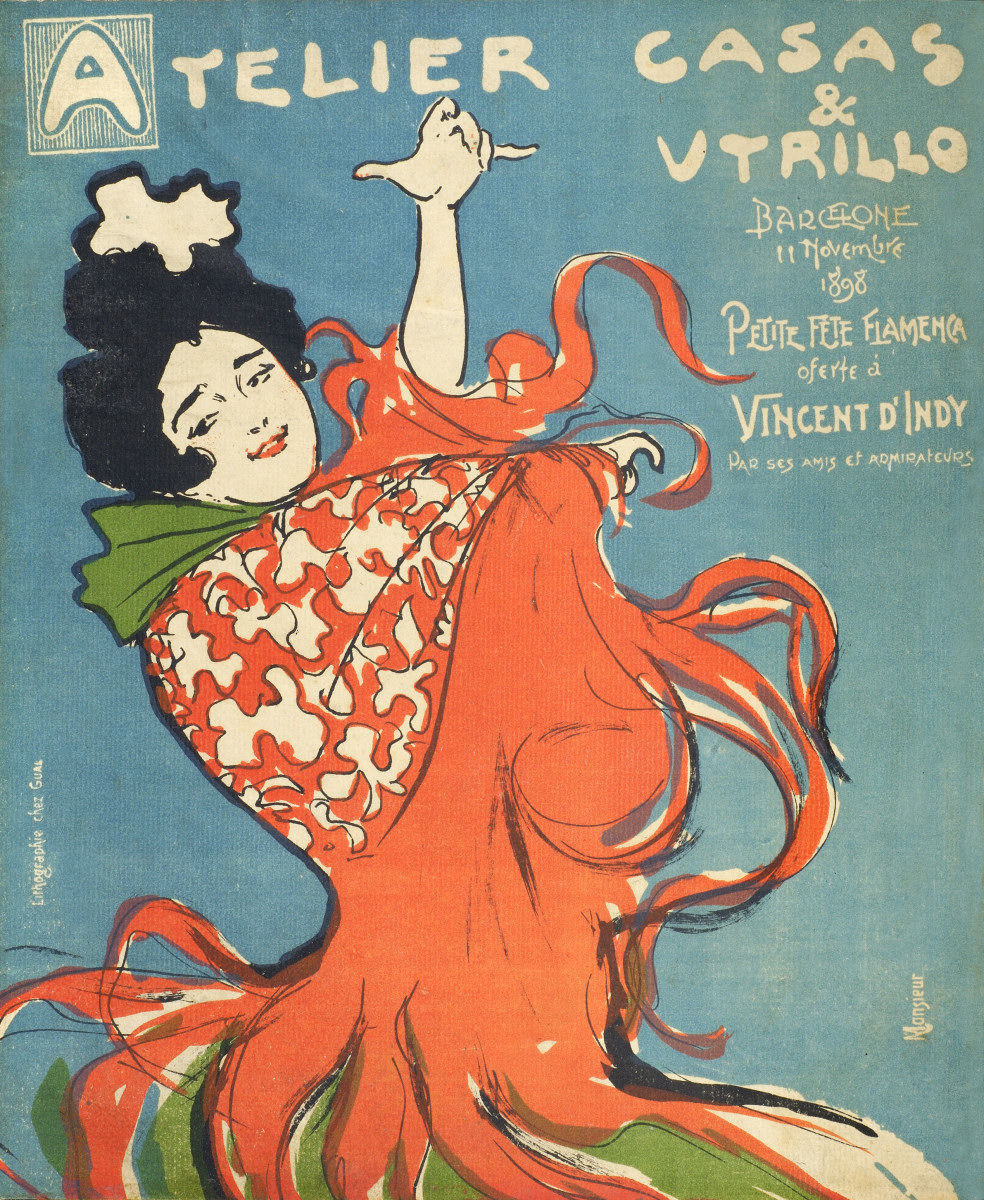
Ramon Casas, cartell per a l'espectacle "Petite fête flamenca oferte à Vincent d'Indy par ses amis et admirateurs" (Barcelona, 1898)

El cartellisme modernista català va ser una de les disciplines artístiques més reeixides durant l'època modernista, iniciada vers l'any 1896. Feia un any que Santiago Rusiñol havia deixat Paris, des d'on havia vingut acompanyat de Miquel Utrillo la primavera de 1895, i Ramon Casas havia retornat un parell d'anys abans. Rusiñol i Utrillo des de Sitges i Ramon Casas des de Barcelona, desenvolupen la influència rebuda per l'art francès del moment: l'art nouveau, el simbolisme. Són ells tres qui difonen des dels primers moments la pràctica del cartellisme, que gairebé immediatament esdevé d'una gran importància i popularitat.
Els cartells catalans del segle xix poden separar-se en dues categories. Els uns, de petites dimensions, emprats per anunciar balls de disfresses organitzats per distintes societats durant el carnestoltes; els altres, oficials, són destinats a anunciar fires i actuacions. Als primers, alegres i despreocupats, la dona acostuma a ser el centre de la composició. El text és secundari, es limita a indicar l'indret i la data del ball, molt en la línia dels cartells de Chéret sobre espectacles de la vida nocturna a Montmartre. Els oficials, contràriament, són més austers i cedeixen el protagonisme al text, sempre llarg i detallat i ocupant la gran part de la composició. Les il·lustracions no són més que un acompanyant del text, i sovint es limiten al dibuix de l'escut de la ciutat o una al·legoria de l'art, de la virtut, etc.

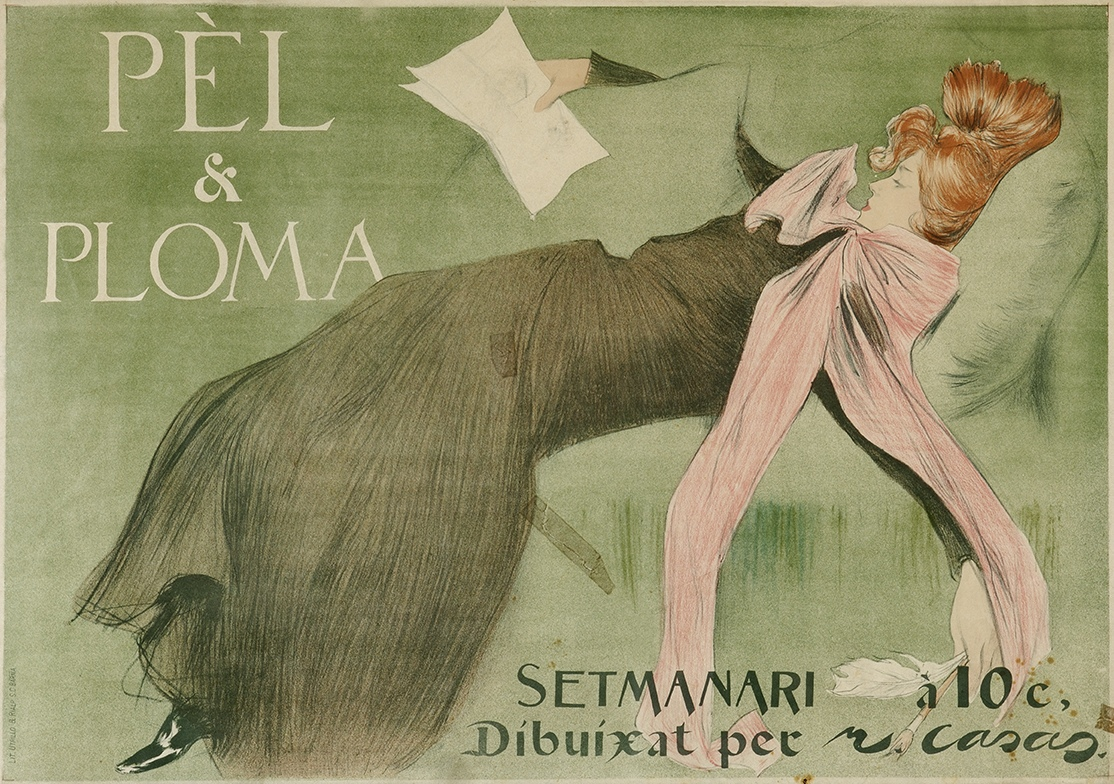
Cartell anunciatiu de la revista Pèl i Ploma l'any 1899 dibuixat per Ramon Casas

L'any 1896 s'assenyala com a fita en l'evolució del cartellisme a Barcelona. Seguint el model d'altres ciutats europees, es va celebrar a Barcelona la primera exposició de cartells a la península. S'hi troben els grans mestres del cartellisme com Chéret, Grasset, Toulouse-Lautrec, Dudley Hardy, Will H. Bradley i Hassall, entre d'altres. L'exposició va tenir molt èxit i va influir en el desenvolupament del cartellisme a la ciutat.
L'any 1898 també esdevé un any important en tant que, fins aleshores, els cartells eren destinats a anunciar, amb rares excepcions les exposicions oficials, els espectacles i les publicacions literàries, i no es realitzaven més que per encàrrec. Però, imitant el que es feia a l'estranger, dos industrials catalans (Vicenç Bosch i Manuel Raventós) organitzen dos importants concursos de cartells, s'interessen per aquest art que fins aquell moment s'havia considerat un art menor, i es dona a conèixer al públic aquest nou art aplicat. Així el cartell troba la seva funció moderna, mitjà auxiliar per la indústria i el comerç, entrant així a l'era de la publicitat.
Entre els artistes catalans que destaquen en aquesta disciplina hi ha Alexandre de Riquer, Adrià Gual, Santiago Rusiñol, Miquel Utrillo o Ramon Casas, entre d'altres.

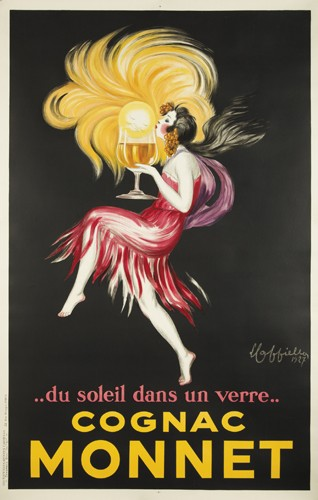
Leonetto Cappiello. Cartell d'anunci de Cognac Monnet (1927)

## Context europeu
A grans trets, el cartell és descrit per Victoria Salom com un art de l'espai i del carrer, un mitjà de comunicació de masses, destinat a un públic anònim, heterogeni i precipitat. La claredat de la imatge és una condició indispensable per tal d'obtenir una ràpida comprensió del missatge. Es tracta d'una expressió artística interessant, ja que en la seva elaboració conflueixen la selecció rigorosa dels mitjans plàstics emprats així com l'estudi de les reaccions psicològiques del públic davant una determinada imatge. Cal tenir en compte el seu caràcter efímer i la seva reproducció seriada, ja que està lligat a un esdeveniment o a l'aparició d'un producte, conseqüentment l'atenció cap aquest és limitada i involuntària. Per tant, ens trobem davant una peça artística, que no compta amb el valor afegit que aporta el caràcter exclusiu de l'exemplar únic.
L'interès per l'estudi del cartell recau en què plasma costums i ideologies, ja que fou un objecte d'ús quotidià. En origen, tenia un valor pràcticament nul i era consumit de manera passiva, però cal destacar la seva capacitat d'impactar la societat i reflectir-la. El fenomen del cartellisme ha estat descrit com una expressió estètica de la societat, "una original narració iconogràfica de la cultura on es gesta". Així doncs, va esdevenir un dels primers mitjans de comunicació massiva. Encara que aquesta expressió artística compta amb una antiguitat de segles, no adquireix certa popupalirat i continuïtat fins al segle xix, amb un creixement progressiu durant les últimes dècades. L'aparició del cartell modern respon al progrés industrial, l'obertura a nous mercats, la transformació de la vida europea en la societat de consum i la lliure competència. Tot i que en un inici els cartells no es relacionaren amb la propaganda industrial, posteriorment fou en la indústria privada on trobà el seu camp idoni d'expressió.

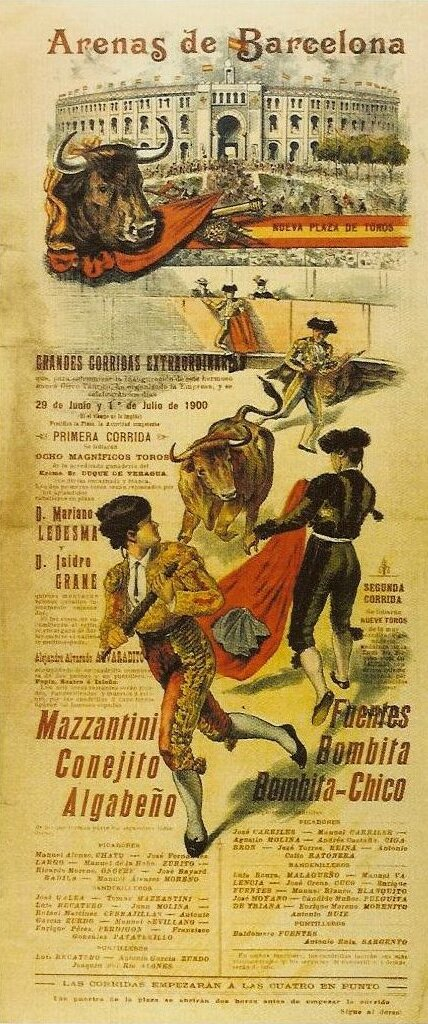
Exemple de producció de cartell anterior al modernisme

El cartellisme comercial o polític del segle xix ja comptava amb un vessant teòric ben definit per aconseguir els seus objectius. L'artista contemplava la immediatesa comunicativa i la capacitat de persuasió del cartell com el seu punt fort. El cartell va irrompre en l'escena pública i es convertí en el primer mass media tot i que la denominada edat d'or del cartell no es va donar fins a la fi del segle xix i començament del xx. En el context de la Belle Époque i des de la perspectiva social, la de les transformacions en el món del treball.
El rebuig a les tradicions d'artificialitat acadèmica i l'historicisme eclèctic que havien dominat al llarg del segle xix, així com la reacció esteticista contra la nova civilització creada per la Revolució Industrial es plasmaren en els corrents renovadors europeus, com el conegut Arts and Crafts. Posteriorment, en el context català, el modernisme, amb la seva conseqüent revalorització de les arts aplicades i l'esperit artesanal donà al cartellisme la consideració artística per tal que passés a ser objecte de concursos públics i exposicions.
L'aparició de la litografia en color comportà un augment en la rapidesa de producció i un abaratiment de preus, permetent una major difusió. A més la seva mida anà augmentant amb els anys, passant del petit cartell d'interior que anunciava obres literàries i espectacles, al gran cartell de carrer. Cal fer referència, breument, al context europeu i els primers artistes a utilitzar aquesta tècnica; França fou el primer país a prendre la iniciativa de la mà del pare del cartellisme, Jules Chéret, que amb el seu dibuix innovador inicià el gènere publicitari tot utilitzant les seves conegudes figures femenines estilitzades com a reclam publicitari. Chéret fou rellevat, cronològicament i amb el mateix nivell de lideratge que Cappiello. A diferència de Tolouse-Lautrec que només realitzà, en comparació, pocs cartells.
El gènere del cartellisme exigí una adaptació ràpida per part de l'artista a la retolació i a seva integració a les arts gràfiques. Aquest es familiaritzà amb aquesta adonant-se de la seva creixent importància i capacitat de divulgativa massiva, encara que fos al servei d'un producte. Tant les sèries litogràfiques com el cartell de gran format van aconseguir un reconeixement social ampli i immediat. En detriment, l'èxit d'aquestes primeres edicions múltiples portà al rebuig al col·leccionisme degut a la pèrdua d'exclusivitat degut a la reproducció seriada.
La burgesia industrial europea de final del segle xix, concretament la catalana, tingué un paper principal alhora de lligar el fenomen cartellístic amb els millors artistes de la seva època i país per anunciar els productes de les seves empreses.

## El cartell a Catalunya

### El cartellisme en l'àmbit peninsular
A Catalunya, l'origen del cartell litogràfic s'emmarca dins el modernisme, moviment que a la resta de l'Estat va ser molt dèbil. El nucli productor per excel·lència fou Catalunya, ja que a la resta del país no comptà amb la influència dels corrents exteriors ni l'avenç de la producció industrial. Tot i així cal tenir en compte que en aquestes zones també es produí un auge del cartellisme, amb menys intessitat i amb produccions de baixa qualitat i originalitat, ja que es basaven en l'anunci de fires, festes taurines, festes populars i altres esdeveniments de caràcter festiu. Concretament, es data el començament de l'auge del cartellisme espanyol, de la mà de la cromolitografia, pels volts del 1870, però la gènesi del cartell modern de temàtica taurina a Espanya s'inicià en el 1761. Cal destacar artistes com R.S. Arcis, E. Clandin, Cebrillán i Marcelino de Unceta que intentaren renovar aquest estil i substituir-lo per produccions més realistes. Tret de les produccions d'aquests artistes els altres cartells no tenien res de remarcable i són vistos avui en dia com a elements primordials del folklore espanyol.

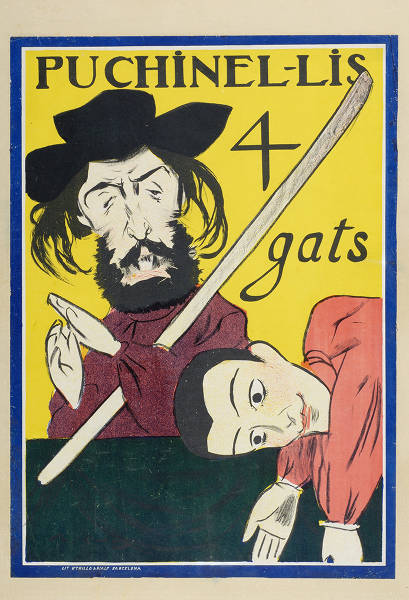
Ramon Cases. Cartell de Ramon Casas per a un espectacle de putxinel·lis al local dels Quatre Gats. Barcelona, 1899

A Catalunya, els primers antecedents del cartellisme modern es remunten a la primera meitat del segle xix. Cal mencionar els de curta edició, xilografiats o litografiats, que feien publicitat de les representacions teatrals al Liceu o aquells que donaven a conèixer balls de disfresses o obres de teatre de petit format i que
començaven a adaptar l'estètica moderna. Les primeres produccions eren cartrons pintats de baixa qualitat tècnica. Posteriorment, es van realitzar algunes innovacions: augmentant el format dels cartells, introduint l'ús de la impressió de text i amb una tipografia i ornaments més rics. Cal destacar els artistes Francesc Pla i Vila i Pere Valls, ja que aportaren al cartell una concepció més elegant i propera a la publicitat moderna. Tot i així encara s'han de considerar com a exemplars propers a la il·lustració del llibre. L'aparició de la cromolitografia en el 1875 suposà una autèntica revolució deixant pas als cartells en color, un dels més coneguts és el que anunicà les Festes de la Mercè el 1877.
Els anys 1892, 1893 i 1894 són cabdals en la introducció del modernisme a Catalunya i el consegüent impuls renovador que va aportar a les arts gràfiques. Així, els cartells que seran considerats la gènesi del cartell modernista, tot i que poc nombrosos, es poden agrupar, segons Eliseu Trenc i Ballester, en dues categories. Uns, de petites dimensions, anuncien balls de disfresses organitzats per diferents societats durant el Carnestoltes; els altres oficials, són destinats a anunciar fires i exposicions. Els primers, alegres i despreocupats, representen la figura femenina en actitud festiva i despreocupada. El text és secundari, es limita a indicar l'indret i la data del ball. El text ocupa una part secundparia limitant-se a complementar la imatge amb informació addicional. Els segons, oficials tenen una estètica més sobria i donen més importància al text.

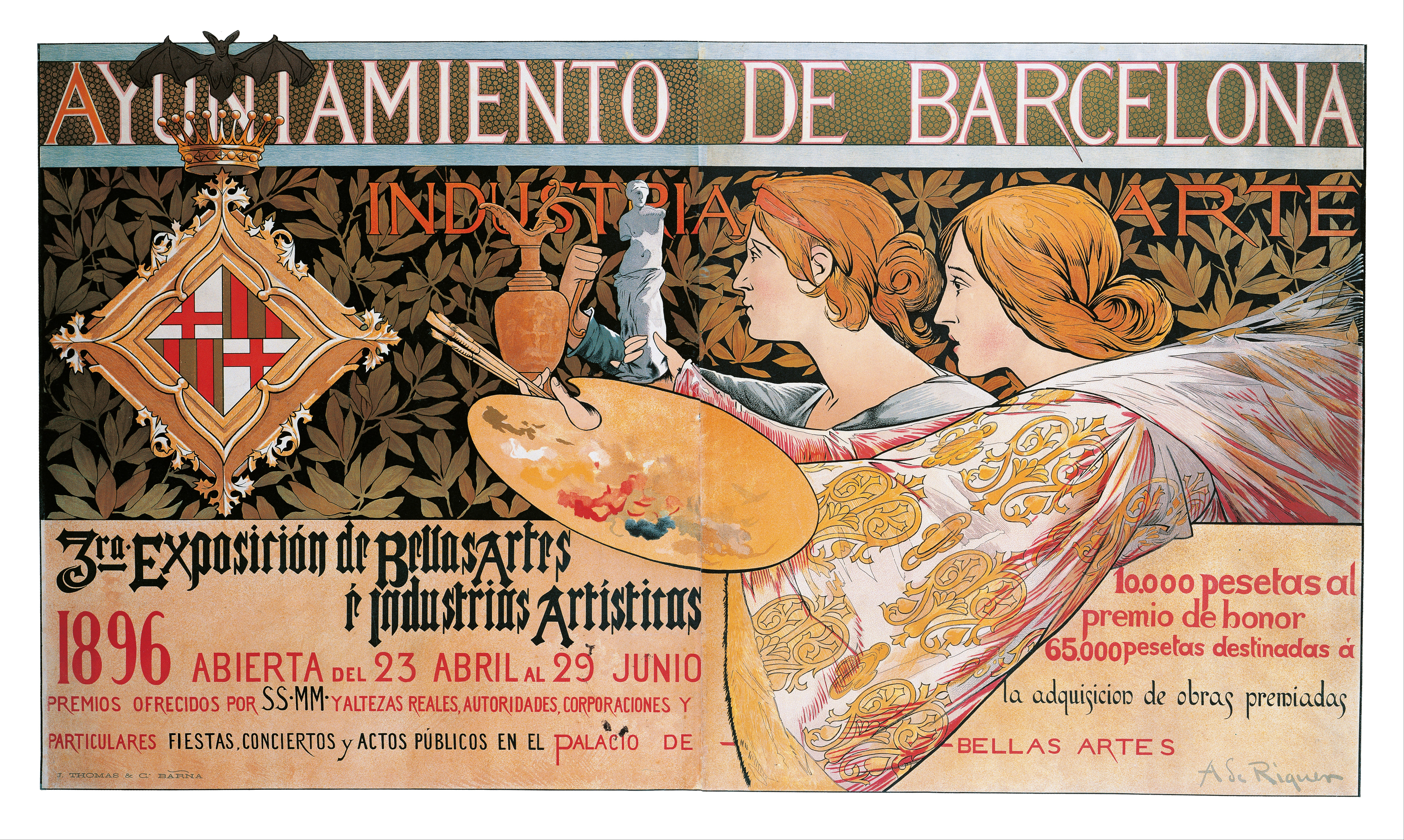
Alexandre de Riquer, Cartell anunciant la Tercera Exposició de Belles Arts i Indústries Artístiques (Barcelona, 1896)

### Inicis del cartell modernista català
A Catalunya cal esperar al 1896 per tal d'apreciar els primers fruits del cartell modern. El cartell català presenta un retard de diversos anys respecte al cartellisme europeu però gràcies als seus artistes assolí una posició excepcionalment pionera en la introducció de les novetats en el camp de les arts gràfiques.
El nucli d'aquestes novetats es va centrar en l'entorn local i la revista Els Quatre Gats i de la seva continuació Pèl i Ploma Durant la primera dècada del 1900 la presència urbana de les creacions de Ramon Casas, Alexandre de Riquer, Francisco de Cidón, Miquel i Antonio Utrillo, Francesc Labarta, Apel·les Mestres, Adrià Gual… era reduïda, ja que es realitzaren poques còpies amb l'únic objectiu de satisfer l'afany col·leccionista de l'època. Cal dir que els artistes anteriorment citats estaven a l'altura dels seus coetanis europeus pel que fa a la qualitat de la seva obra. La majoria d'ells eren autors polifacètics.

### Auge i declivi
A finals del 1800 l'interès pel cartell és general arreu d'Europa així es crea un mercat internacional amb unes cotitzacions establertes a càrrec de revistes especialitzades. A través d'elles apreciem la repercussió europea dels cartells modernistes catalans, alguns d'ells molt cotitzats. Els esdeveniments més importants que marquen l'evolució del cartellisme en l'àmbit barceloní són els exposats de manera sintèntica en el següent llistat: 
- 1896: Gran activitat en l'àmbit de les exposicions de cartells en tot el continent europeu.

Inauguració el 3 de desembre a la Sala Parés de la primera exposició de cartells celebrada a Espanya.
D'abril al maig, se celebra la IV Exposició de Belles Arts i Indústries Artístiques.
- 1897: Any important per al cartell català, ja que es realitzaren un gran nombre de cartells modernistes, també cal tenir en compte la qualitat d'aquestes produccions artístiques. Així doncs, trobem els millors cartells de Ramon Casas, Riquer, Gual, Santiago Rusiñol, Antonio i Miquel Utrillo… També, en una producció menor, i per tant, sovint oblidats: Borrell, Cidón, S. Junyet, L. Labarta, Pichot, Roviralta, Torres García, Triadó, Xaudaró…
- 1898: El setembre d'aquest anys s'organitza a Madrid un concurs per l'anunci de la marca de xampany Codorniu. S'atorguen els premis secundaris a artistes catalans.

Celebració del primer concurs de cartells a Barcelona per anunciar la V Exposició de Belles Arts i Indústries Gràfiques.
- 1898: A Barcelona, proliferen els cartells que se centren a anunciar productes comercials.

A començament d'any, es fa pública la convocatòria del concurs per anunciar el conegut Anís del Mono on hi participaren Ramon Casas, Alexandre de Riquer i Miquel Utrillo tot presentant obres de gran qualitat.
- 1899: En el juliol d'aquest any s'inaugurà a l'Ateneu Barcelonès la primera mostra, exclusivament, de cartells catalans. La idea procedia de la revista Pèl & Ploma, Riquer s'encarregà de la presentació i s'exposaren una trentena de cartells que posteriorment foren editats.

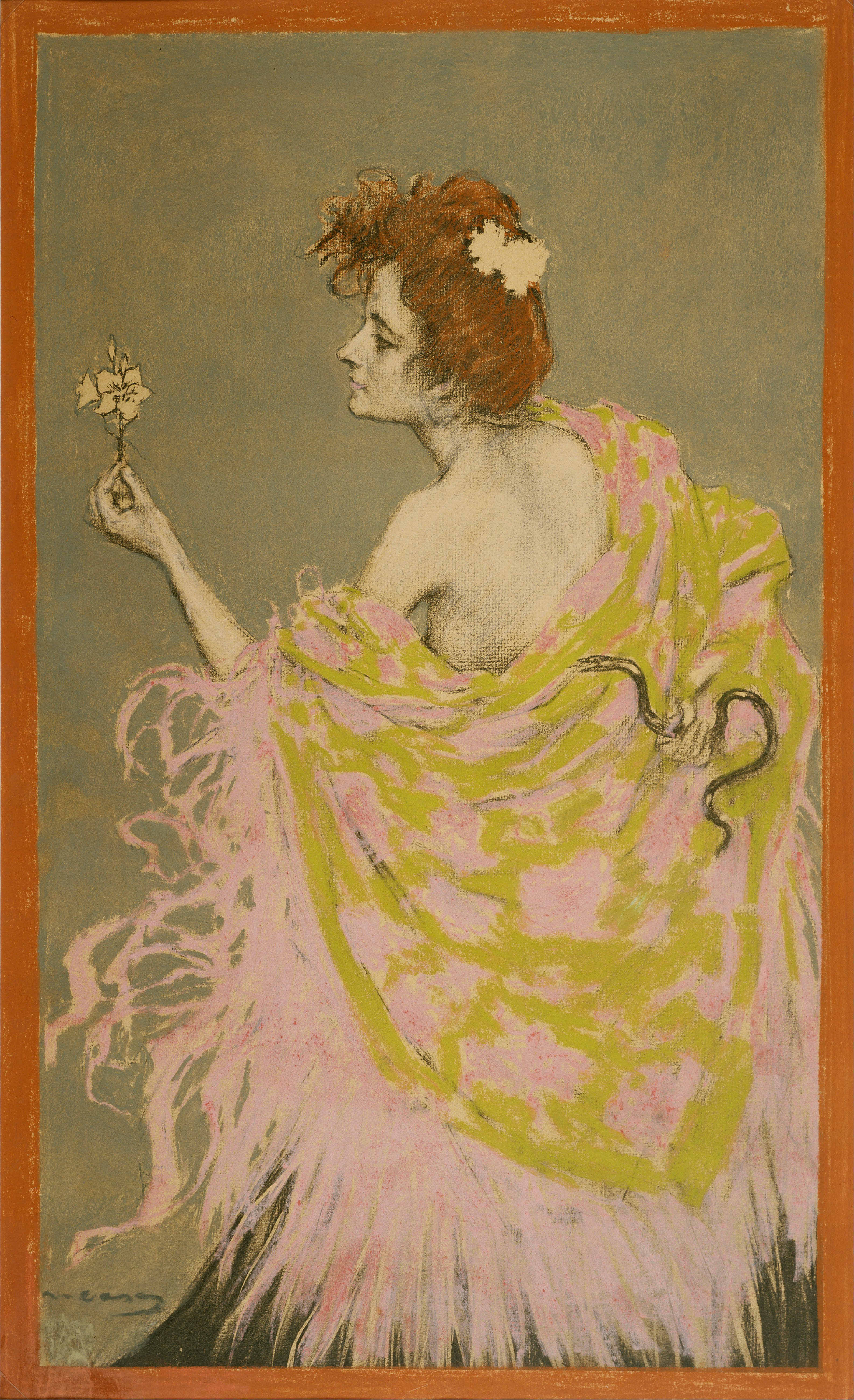
Ramon Casas, disseny original per al cartell "Sífilis" (Barcelona, 1900)

Com bé apunta Daniel Giralt-Miracle, la gènesi del cartell modernista català es limita a l'anuncia de les exposicions de Belles Arts, publicacions de llibres així com d'espectacles i representacions teatrals de diversos tipus. Evolucionant, posteriorment a un cartell de tipus comercial, sense deixar de banda els anteriorment citats, les produccions dels quals van creixent vertiginosament entre el 1898 i el 1901. El retrocés en aquesta producció i qualitat deguda a una falta de popularitat i interès per part del públic de l'època, en el 1902, s'inicia el declivi d'aquest art. Val a dir que tot i la seva curta vida el cartell modernista es convertí en una peça present en la quotidianitat de la societat catalana, totalment lligat a l'estètica modernista i amb finalitat publicitària.

## Característiques estilístiques i temàtiques
El fenomen del cartellisme modernista català es caracteritza pel trencament amb les composicions tradicionals sortides d'esquemes renaixentistes i la seva substitució per punts de vista més atrevits i suggerents, com l'exageració dels primers plans o picats accentuats extrets del nou enfocament i la visió monocular que oferia la fotografia. Un altre tret distintiu és que la imatge té un paper protagonista. La composició és generalment rectangular amb preferència pel format vertical sobre l'horitzontal. L'escena apareix emmarcada per línies gruixudes, sovint les línies geomètriques es substitueixen per motius vegetals que denoten moviment, fins i tot el marc és interromput, a vegades, per una figura que sobresurt. En referència al text, aquest es distribueix en els extrems inferiors inferior i superior, al marge o superposat a la imatge. Les composicions són preferentment asimètriques, amb el motiu principal descentrat a un dels extrems tot compensant-la amb un paisatge o decoració vegetal de fons.
La línia és l'element definitori per excel·lència de les composicions modernistes. Les figures apareixen definides de perfil i, sovint, de mig cos. Normalment, aquestes figures de perfil destaquen damunt d'un fons monocrom. En les composicions no s'aprecia un espai unitari, sinó que aquest es divideixi en diversos plans tot jugant amb diferències entre proporcions i contrastos. El color ocupa grans superfícies sense presentar degradacions ni matisos i la llum, en canvi, s'aplica de manera desigual. Els rostres normalment apareixen tractats amb ombrejats que aporten relleu a les figures.
Pel que fa als temes, la publicitat moderna optà per uns nous models i un nou llenguatge que la feien més clara, esquemàtica i directa i que es basava en la reducció del text a una mínima llegenda o a un eslògan descriptius de les qualitats del producte que apareixien al costat del nom de la marca. La temàtica gira entorn de la feminitat i el que aquesta desprenia: desig i sensualitat, així doncs, s'aprecien composicions repetitives amb figures femenines solitàries i d'exuberant bellesa ubicades en entorns bucòlics. El cartellisme català adoptà les mateixes estratègies que el francès i l'anglès i convertí la figura femenina en quelcom per atraure el públic, recurs que portà a l'aparició d'una nova tipologia de dona, que en el món anglosaxó es va denominar new woman de caràcter desinhibit i insinuant.